# قناریت
قناریت (به عربی: قناریت) یک منطقهٔ مسکونی در لبنان است که در شهرستان صیدا واقع شده‌است. قناریت ۲۳۰ متر بالاتر از سطح دریا واقع شده‌است.